# Kanaaltuig
Kanaaltuig is de benaming voor afwijkende vormen van tuigage bij het zeilen. Het slaat in alle gevallen op een tuigage dat in kanalen wordt gebruikt op basis van traditie per streek en mogelijkheden van het vaarwater.

## Drents kanaaltuig
Het Drents kanaaltuig, Drents tuig of Vaarttuig is een lichte set tuigage. De Drentse kanalen zoals de Drentsche Hoofdvaart en het Hoogeveense Vaart waren zeer ondiep, soms maar 0,75 m. Daarom lieten tjalken en pramen hun zeewaardige tuig waarmee ze naar Amsterdam voeren in Meppel of Rogat achter en zetten daar hun eigen lichtere tuig, of huurden er een. Het lichtere tuig kon bestaan uit een lichtere mast, giek, gaffel en grootzeil; bovendien werden het zware boeganker en de kettingen opgeslagen in de loodsen.

## Westlands kanaaltuig
In het Westland voeren verschillende scheepstypes. 

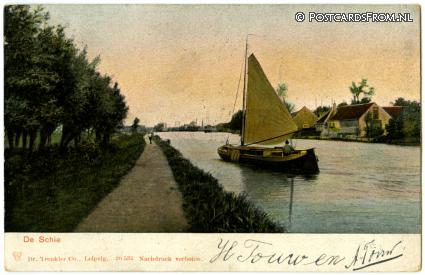
Een Westlandse praam met kanaaltuig. Het zg. bovenhoutje (<0,5m.) i.p.v. een gaffel.

De Westlander is groter dan 13 ton. Dit scheepstype had een gaffel getuigd grootzeil en een stagfok. Met dit tuig voer de westlander over groter water buiten het Hoogheemraadschap Delfland,  zoals de Haarlemmermeer en de Zeeuwse wateren. De Westlandse praam is kleiner dan 13 ton. Dit scheepstype voer binnen het hoogheemraadschap Delfland en werd gebruikt voor de aanvoer van grondstoffen zoals mest, steenkool en bouwmaterialen voor de tuinbouwbedrijven De Westlandse praam voer vaak door bebouwd gebied, passeerde veel (ophaal)bruggen en leverde zijn vracht direct aan een tuinbouwbedrijf.  De schipper voer altijd zonder knecht. Voor het gemak van de schipper had de Westlandse praam een driehoekig grootzeil met een zeer kleine gaffel. Het zogenaamde bovenhoutje. (< 0,5 m.) Het grootzeil kan met één val gehesen worden en kan dus eenvoudiger door een schipper worden bediend.

## Gewoon kanaaltuig

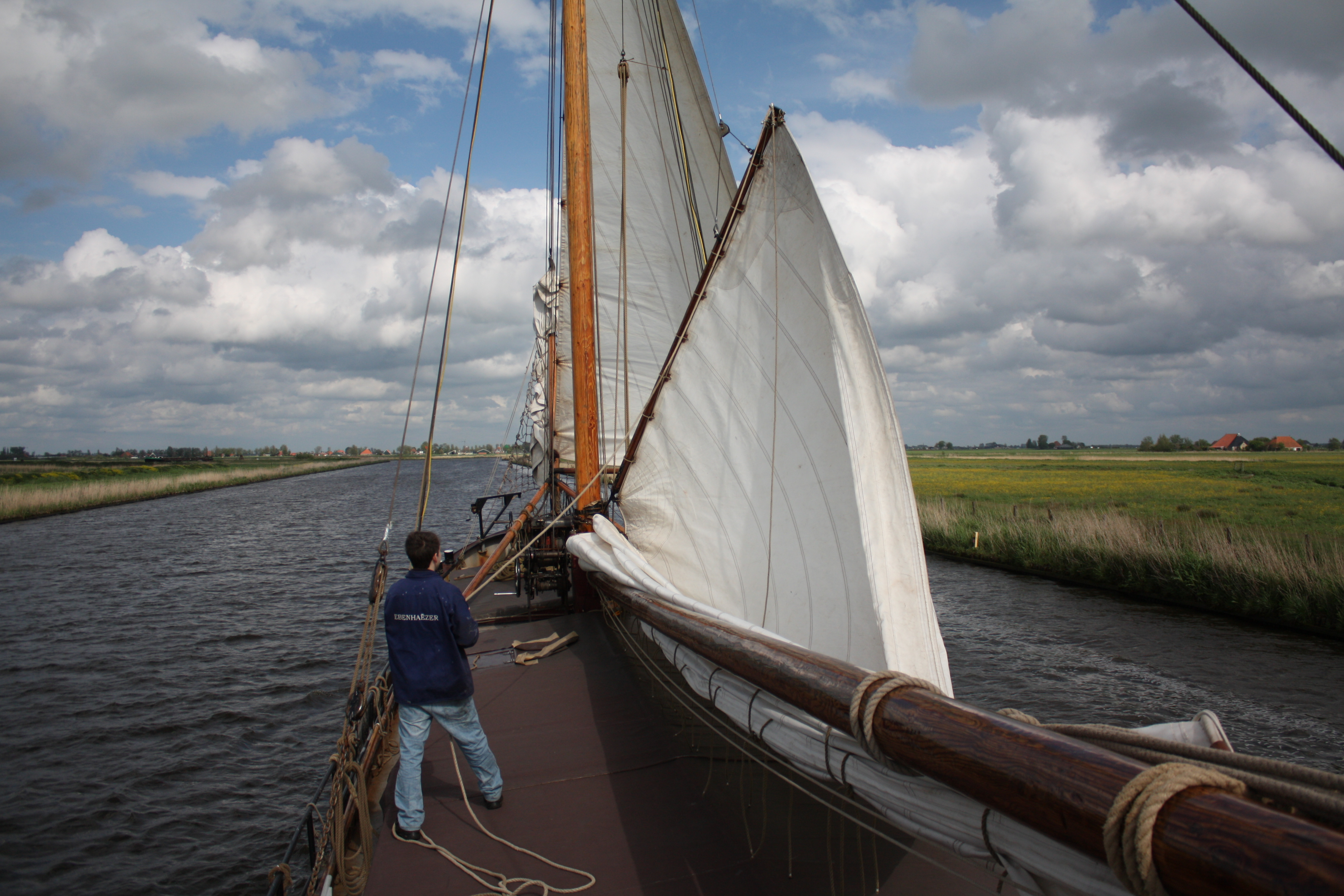
Een extreem laag kanaaltuig, waarbij alleen de piekeval geheven is. Hier wordt de gaffel tegengehouden door de geilijn, bij een verder gehesen zeil doet het achterlijk dit. Ook is de bakboords-bakstag niet weggehaald.

Een gewoon kanaaltuig is een tuig waarmee bij gaffelgetuigde schepen de giek boven het dek blijft liggen, zodat in smalle vaarten met tegenverkeer of bomen langs de kant toch gevaren kan worden. Hierbij wordt de giek recht boven het dek strak in de kraanlijn gehangen, terwijl de grootschoot ook strak aangetrokken wordt, zodat de giek niet meer kan bewegen. Samen vervullen de grootschoot en kraanlijn de functie van achterstag waardoor eventuele bakstagen losgemaakt kunnen worden. De gaffel wordt hierna gehesen. 
De normale functie van de grootschoot wordt bij het kanaaltuig overgenomen door met de pieke- en klauwval de gaffelhoogte te verstellen. Daarbij geldt dat hoe hoger de gaffel staat, hoe strakker het zeil. Bij een voordewindse koers is het dus van belang dat de gaffel niet tot de grootste hoogte gehesen wordt, om een voldoende bol zeil te krijgen.
Een gewoon kanaaltuig heeft een aantal voordelen:
- Doordat de giek niet buitenboord hangt wordt de breedte van het schip bepaald door hoe ver de gaffel uitwaait. De gaffel is over het algemeen korter dan de giek, waardoor door smallere vaarten gevaren kan worden.
- Bij een kanaaltuig hoef meestal niets gedaan te worden voor een gijp; omdat de giek vastzit komt alleen het zeil en de relatief lichte gaffel over, wat geen schade aan het schip aanbrengt. Bij een voordewindse koers moet de gaffel wel zo laag staan dat deze zonder te pieken onder de kraanlijn door kan.
- Bij wijzigende koersen hoeft er niets anders aan de zeilstand veranderd te worden dan de gaffelhoogte. Bij een kleine bemanning is dit voordelig aangezien er minder werk verricht hoeft te worden, en er minder gauw vermoeiing optreedt. Er kan ook op een groot schip met twee man (één persoon aan het roer, en één aan de mastlier) gezeild worden door bochtige kanalen, maar ook over rechte koersen. Met een kanaaltuig kan vrijwel zo hoog aan de wind gevaren worden als met gewone zeilvoering.